# Pablo Sarasate
Pablo Martín Melitón de Sarasate y Navascues, španski skladatelj in violinist, * 10. marec 1844, Pamplona; † 20. september 1908, Biarritz.
Študiral je na Pariškem glasbenem konservatoriju, sicer pa je večji del življenja preživel na koncertnih turnejah. Bil je izvrsten violinist, prvi javni koncert je imel pri 8. letih, s 17-imi pa se je predstavil londonskemu občinstvu. Posvečene so mu bile mnoge skladbe sodobnikov: Violinski koncert št. 2, Henryka Wieniawskega, Španska simfonija Édouarda Laloja, Violinski koncert št. 3 in Introdukcija & rondo capriccioso Camilla Saint-Saënsa, Škotska fantazija Maxa Brucha.
Sarasate je komponiral predvsem za »svoj« instrument, njegove skladbe pa so tehnično virtuozne in so preizkusni kamen za vsakega violinista. Morda sta najbolj poznana in izvajana dva zvezka Španskih plesov. Za violino je priredil tudi številna dela drugih skladateljev. Leta 1908 je napravil nekaj manjših radiofonskih posnetkov.